# Драгослав Михайлович (футболист)
Драгослав Михайлович (на сърбохърватски: Драгослав Михајловић / Dragoslav Mihajlović) е югославски футболист, защитник.

## Кариера
Драгослав Михайлович играе през цялата си кариера в БСК. На 24-годишна възраст е принуден да прекрати кариерата си като футболист, заради счупен крак, срещу Славия Прага на 23 ноември 1930 г.

### Национален отбор
Михайлович дебютира в националния отбор през юни 1930 г. в навечерието на Първата световна купа срещу България в София, който завършва с равенство. На шампионата, той изиграва три мача на позицията на левия защитник, заедно с Милутин Ивкович. Драгослав Михайлович не играе след това повече за националния отбор.
През 1944 г. емигрира в Австралия, където между 1950 и 1960 г. е треньор на Футскрей Джъст.